# Lisse
Lisse es una ciudad y municipio de la provincia de Holanda Meridional, en los Países Bajos. La atracción turística de Keukenhof, un jardín de millones de bulbos en flor de cien especies distintas.

## Geografía
Cuenta con una extensión de 16,11 km² (0,41 km² sobre zonas de agua). Su población era de 22 301 habitantes en 2009.

## Historia

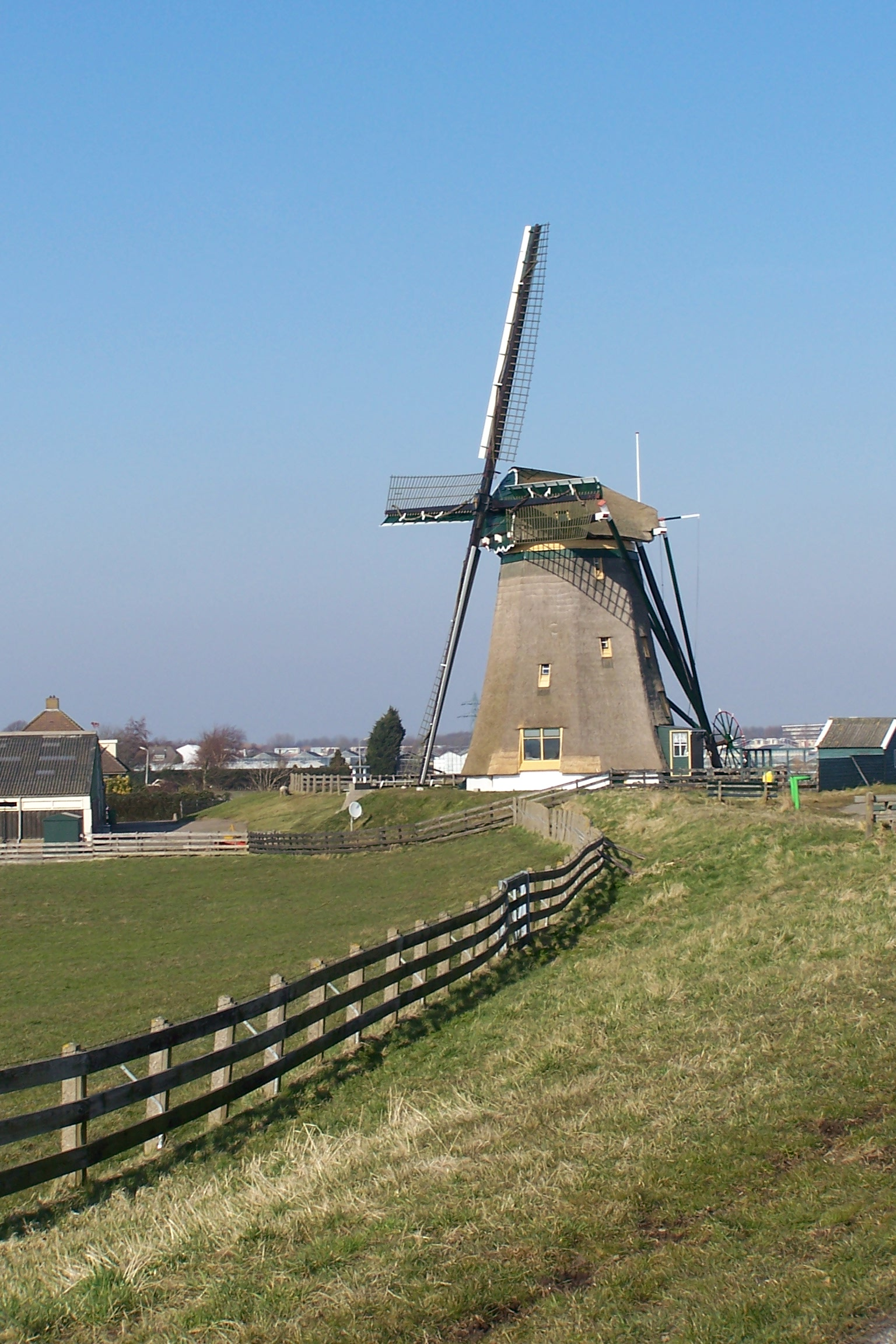
Molino de viento.

La historia de Lisse está estrechamente relacionada con las ciudades vecinas de Hillegom y Sassenheim. Basándose en un documento del año 1198 que hace la primera mención al nombre de la ciudad, Lisse celebró su 800 aniversario en 1998, aunque se estima que existieron pobladores en la zona desde antes del siglo X.
En la Edad Media, Lisse era un pequeño asentamiento de sólo cincuenta casas. Debido a las prolongadas guerras (en particular las guerras de Carlos el Temerario y la Guerra de los Ochenta Años) la zona se empobreció dramáticamente. Su población vivía de la agricultura, la ganadería y la turba. 
En los siglos XVII y XVIII, Lisse era como Hillegom, hogar de muchos hombres de comercio ricos y nobles. Los bosques y jardines cercanos de Keukenhof, Meerenburg, Wildlust, Zandvliet, Overduin en Akervoorde, Wassergeest, Grotenhof, Ter Specke, Dubbelhoven, Rosendaal, Veenenburg en Berkhout, Middelburg, Ter Beek, y Uytermeer dieron a las ciudades belleza y cierta gloria.
Ya en los siglos siguientes, cada uno de estos bosques (excepto Keukenhof) fue talado para poder cultivar flores y bulbos ya que el suelo arenoso de la zona era sumamente fértil para este tipo de cultivo. Las dunas cercanas fueron alisadas y los bosques fueron reducidos progresivamente para poder avanzar en el exigente comercio de flores. Eso trajo mucho empleo y prosperidad al área. En el siglo XX el negocio de los bulbos siguió en auge lo que permitió que se instalaran en la zona numerosas casas de subasta y comercio, grandes cultivadores y cooperativas. En la actualidad Lisse exporta grandes cantidades de bulbos a más de cien países de todo el mundo.

## Turismo y cultura
Como centro de la región de floricultura, Lisse también se ha promovido como una atracción turística. Así, durante la primavera, cuando los campos alrededor de Lisse están en floración, miles de turistas visitan la zona. El único bosque que no fue talado para el cultivo de flores, Keukenhof, se convirtió irónicamente en el más famoso al situar allí el importante parque.

### Galeria

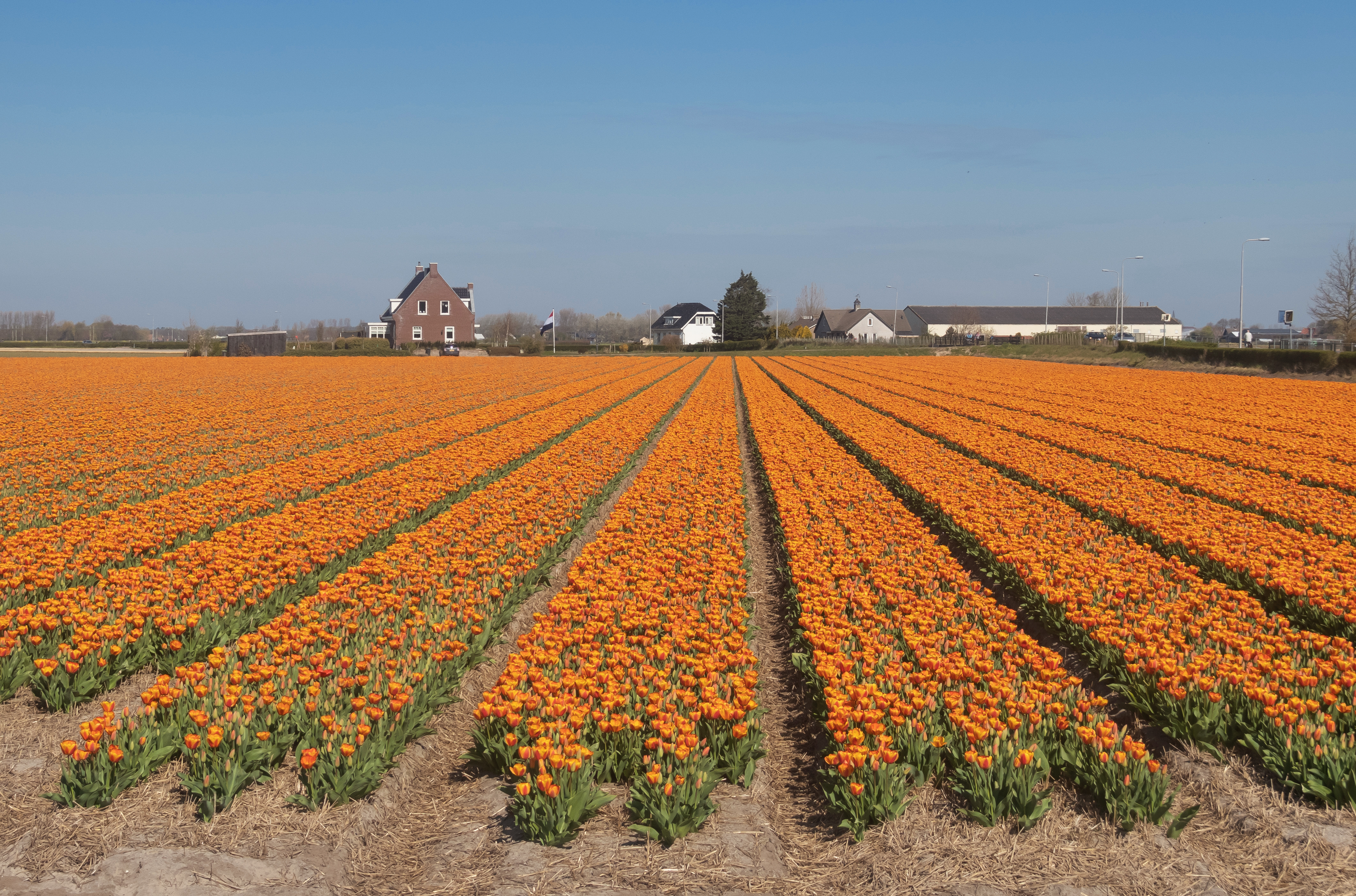
Lisse, el campo con tulipanes dobles amarillo-rojo en el Zwartelaan
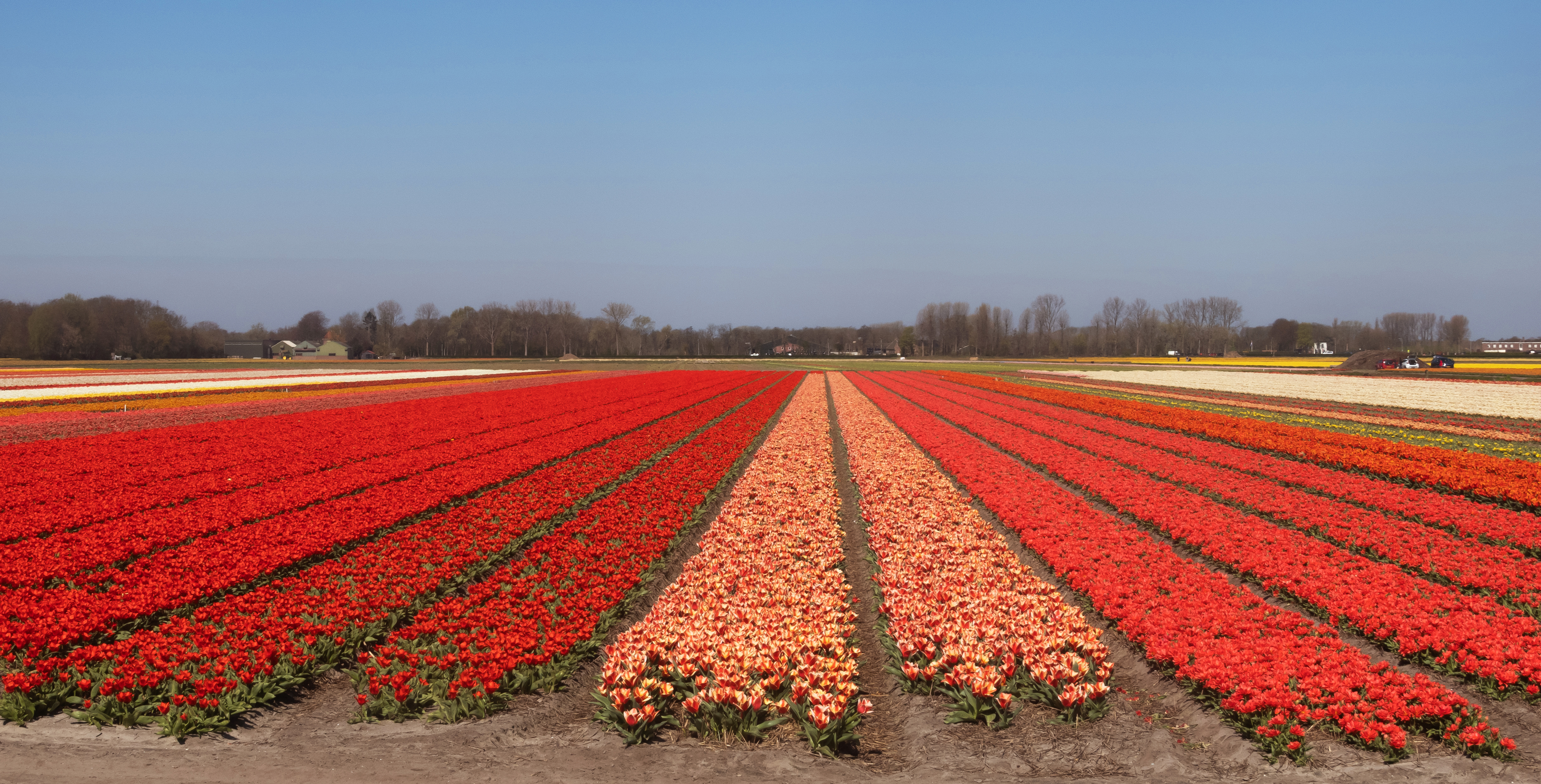
Lisse, el campo con tulipanes en el Zwartelaan
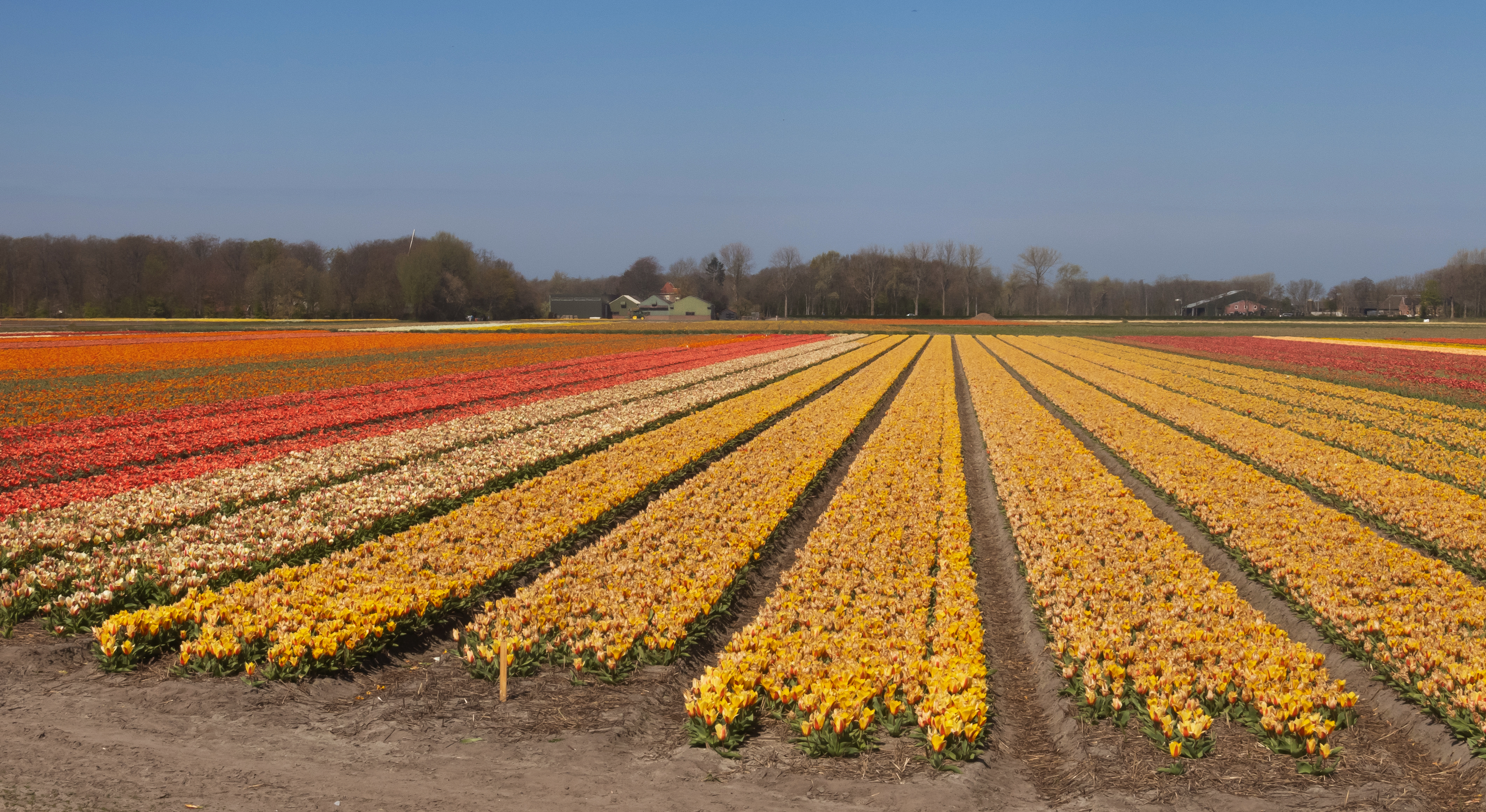
Lisse, el campo con tulipanes entre el Zwartelaan y el Lisserbeek
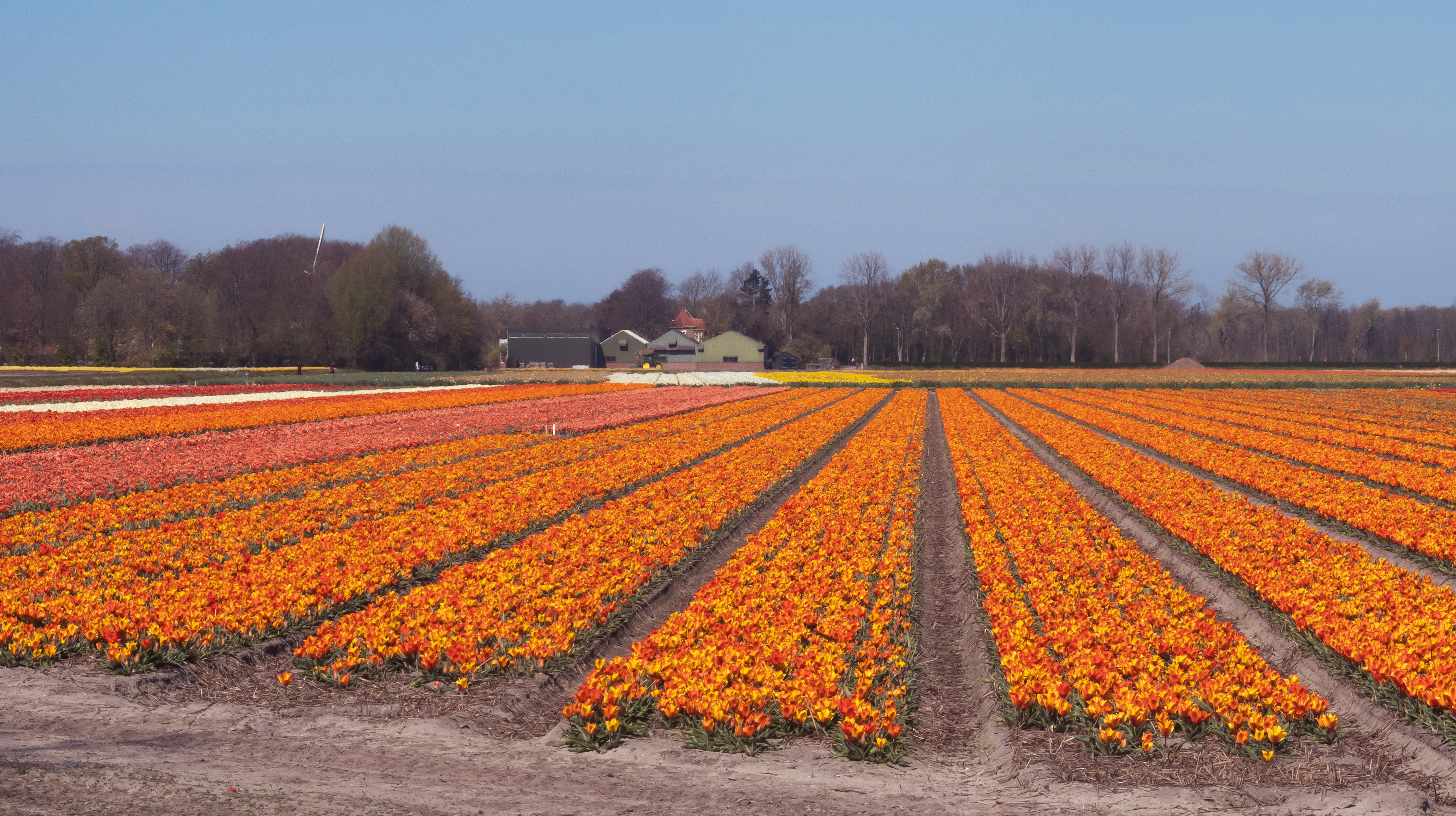
Lisse, el campo con tulipanes en el Lisserbeek
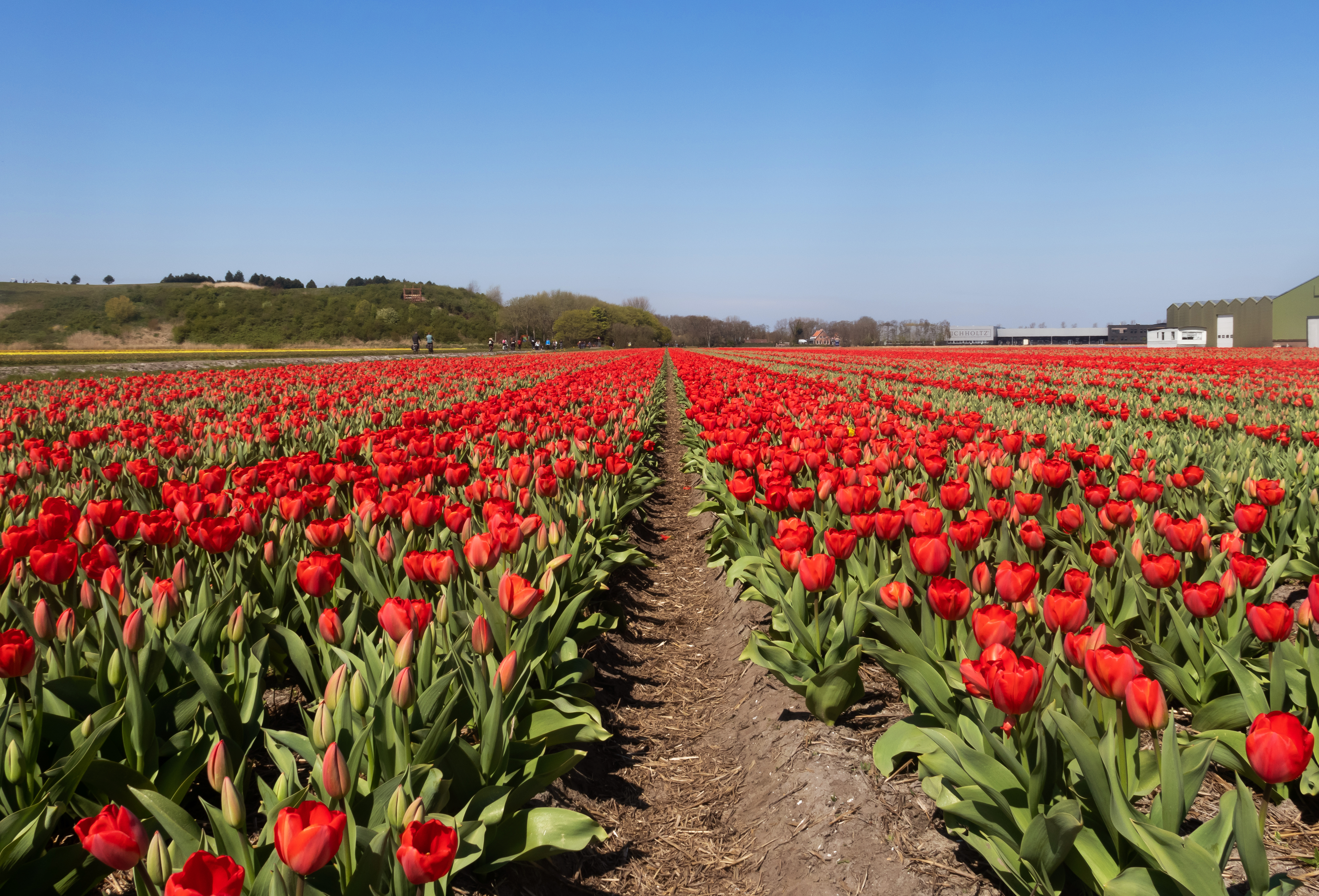
Halfweg, el campo con tulipanes rojas

### Keukenhof
La atracción más popular de Lisse es Keukenhof, que abre únicamente durante la primavera, cuando se produce la floración de los tulipanes y otras especies de bulbos.

### Museos
- Huys Dever, una torre del siglo XIV restaurada en la actualidad.
- Castillo de Keukenhof, con un museo abierto todo el año.
- Museo del tulipán negro, Museum de zwarte tulp.

## Hijos ilustres
- Joseph Smit (1836-1929), ilustrador de libros de zoología.
- Adrianus Johannes Simonis (nacido en 1931), cardenal y arzobispo de Utrecht.
- Hans Kroes (nacido en 1965), nadador.